# 红寺堡北站
红寺堡北站是银兰高速铁路的一座车站，位於中华人民共和国寧夏回族自治區吴忠市红寺堡区，2019年12月29日开通。